# هاروتیون هوهانیسیان
هاروتیون هوهانیسیان (ارمنی: Հարություն Հովհաննիսյանը؛ زادهٔ ۶ نوامبر ۱۹۸۱ در گیومری) کشتی‌گیر در رشته کشتی فرنگی اهل ارمنستان است که در جام جهانی کشتی در مجموع برندهٔ ۱ مدال برنز شده‌است.